# Asienmesterskabet i badminton 2016
Asienmesterskaberne i badminton 2016 var det 36. Asienmesterskab i badminton, og mesterskabet blev afviklet i Vendéspace i Wuhan, Folkerepublikken Kina i perioden 26. april - 1. maj 2016. Folkerepublikken Kina var vært for mesterskabet for syvende gang, og Wuhan var værtsby for anden gang – første gang var i 2015. Der blev spillet om fem mesterskabstitler: herresingle, damesingle, herredouble, damedouble og mixed double.
Herresinglemesterskabet blev vundet af Lee Chong Wei fra Malaysia, som i finalen besejrede Chen Long med 21−17, 15−21, 21−13, og som dermed vandt sin anden asiatiske mesterskabstitel i herresingle. Den første vandt han 10 år tidligere i 2006. Bronzemedaljerne gik til kineserne Tian Houwei og Lin Dan.
Damesingletitlen gik til Wang Yihan fra Folkerepublikken Kina, som i finalen vandt over sin landsmandinde Li Xuerui med 21−14, 13−21, 21−16, og som dermed vandt asienmesterskabet i damesingle for tredje gang i karrieren. Bronzemedaljerne blev vundet af Sung Ji-Hyun fra Sydkorea og Saina Nehwal fra Indien.
I herredoubleturneringen forsvarede sydkoreanerne Lee Yong-Dae og Yoo Yeon-Seong med held deres titel fra 2015 ved at slå Li Junhui og Liu Yuchen fra Folkerepublikken Kina i finalen med 21−14, 28−26. Dermed sikrede det koreanske par sig titlen for anden gang som par, men for begge spillere var det den fjerde titel i karrieren, idet de tidligere havde vundet mesterskabet to gange med andre makkere. Takeshi Kamura og Keigo Sonoda fra Japan samt Fu Haifeng og Zhang Nan fra Folkerepublikken Kina rejste hjem med bronzemedaljerne.
For første gang i mesterskabernes historie blev det til japansk guld, idet Misaki Matsutomo og Ayaka Takahashi vandt damedoublemesterskabet ved at besejre landsmændene Naoko Fukuman og Kurumi Yonao i finalen med 21−13, 21−15. Bronzemedaljene gik til Chang Ye-Na og Lee So-Hee fra Sydkorea samt Nitya Krishinda Maheswari og Greysia Polii fra Indonesien. Til gengæld var der ingen medaljer til Folkerepublikken Kina i damedoublerækken for første gang siden 2005. Semifinalen mellem det indonesiske par og Fukuman/Yonao, der endte 13−21, 21−19, 24−22 til japanerne, varede 2 timer og 41 minutter og satte dermed ny verdensrekord i form af den længste badmintonkamp i historien.
Endelig blev mixed double-titlen vundet af Zhang Nan og Zhao Yunlei, der satte sig på titlen for tredje gang ved at vinde over de forsvarende mestre Tontowi Ahmad og Liliyana Natsir fra Indonesien i finalen med 16−21, 21−9, 21−17. Bronzemedaljerne i denne række gik til to sydkoreanske par: Ko Sung-Hyun og Kim Ha-Na samt Shin Baek-Cheol og Chae Yoo-Jung.

## Medaljevindere

### Medaljevindere fordelt på rækker
| Medaljevindere | Medaljevindere                   | Medaljevindere                | Medaljevindere              | Medaljevindere                          | Medaljevindere |
| Række          | Guld                             | Sølv                          | Bronze                      | Bronze                                  |                |
| -------------- | -------------------------------- | ----------------------------- | --------------------------- | --------------------------------------- | -------------- |
| Herresingle    | Lee Chong Wei                    | Chen Long                     | Lin Dan                     | Tian Houwei                             |                |
| Damesingle     | Wang Yihan                       | Li Xuerui                     | Sung Ji-Hyun                | Saina Nehwal                            |                |
| Herredouble    | Lee Yong-Dae Yoo Yeon-Seong      | Li Junhui Liu Yuchen          | Takeshi Kamura Keigo Sonoda | Fu Haifeng Zhang Nan                    |                |
| Damedouble     | Misaki Matsutomo Ayaka Takahashi | Naoko Fukuman Kurumi Yonao    | Chang Ye-Na Lee So-Hee      | Nitya Krishinda Maheswari Greysia Polii |                |
| Mixed double   | Zhang Nan Zhao Yunlei            | Tontowi Ahmad Liliyana Natsir | Ko Sung-Hyun Kim Ha-Na      | Shin Baek-Cheol Chae Yoo-Jung           |                |

### Medaljestatistik
| Nation     | Guld | Sølv | Bronze | Total |
| ---------- | ---- | ---- | ------ | ----- |
| Kina       | 2    | 3    | 3      | 8     |
| Japan      | 1    | 1    | 1      | 3     |
| Sydkorea   | 1    | -    | 4      | 5     |
| Malaysia   | 1    | -    | -      | 1     |
| Indonesien | -    | 1    | 1      | 2     |
| Indien     | -    | -    | 1      | 1     |

## Resultater

### Herresingle
Tekst mangler, hjælp os med at skrive teksten

### Damesingle
Tekst mangler, hjælp os med at skrive teksten

### Herredouble
Tekst mangler, hjælp os med at skrive teksten

### Damedouble
Tekst mangler, hjælp os med at skrive teksten

### Mixed double
Tekst mangler, hjælp os med at skrive teksten